# Маркондино (Савона)
Маркондино је насеље у Италији у округу Савона, региону Лигурија.
Према процени из 2011. у насељу је живело 22 становника. Насеље се налази на надморској висини од 216 м.